# Partido Humanista (Portugal)
Die Partido Humanista (PH), [pɐɾ'tidu umɐ'niʃtɐ], zu Deutsch „Humanistische Partei“, war eine portugiesische Kleinpartei. Sie definierte sich als neu-humanistisch und war Teil der Humanistischen Bewegung. Die Partei existierte von 1999 bis 2015.
Im Mai 1984 entschied die Humanistische Bewegung in verschiedenen Ländern auch politisch tätig zu sein. 1986 gab es den ersten Kontakt spanischer Parteiaktivisten mit Portugiesen, um die Möglichkeiten für eine portugiesische Humanistische Partei auszuloten. Dies wurde jedoch zunächst 1990 aufgegeben, da sich nicht genug Unterstützer fanden. Seitdem fanden immer wieder verschiedenen Veranstaltungen mit humanistischen Zielen im Bereich der portugiesischen Universitäten statt.
Die Partei gründete sich im April 1999 vor der zwei Monate später stattfindenden Europawahl, nahm aber nicht teil. Der erste Parteitag fand am 27. Mai 2000 an der Universität Lissabon statt.
Seitdem hat die Partei an allen Lokal-, Regional- und Landeswahlen in Portugal teilgenommen. Sie fällt im politischen Raum kaum auf, auch unter den portugiesischen Kleinparteien hat sie eine geringe Bedeutung.
Am 20. Mai 2015 entschied das Verfassungsgericht, die PH aufzulösen und ihre Registrierung zu annullieren.

## Ergebnisse
- Parlamentswahl 1999: 0,14 Prozent (0 Mandate, 7.346 Stimmen)
- Parlamentswahl 2002: 0,21 Prozent (0 Mandate, 11.472 Stimmen)
- Europawahl 2004: 0,39 Prozent (0 Mandate, 13.272 Stimmen)
- Parlamentswahl 2005: 0,3 Prozent (0 Mandate, 17.056 Stimmen)
- Europawahl 2009: (0 Mandate, 16.900 Stimmen)
- Parlamentswahl 2011: 0,1 Prozent (3.588 Stimmen)